# Francisco Angulo de Lafuente
Francisco Angulo de Lafuente (Madrid, 1976) es un escritor, programador e investigador español especializado en biotecnología y temas medioambientales.

## Biografía
Nacido en Madrid en 1976, Angulo de Lafuente se formó en ingeniería informática y biotecnología en la Universidad Politécnica de Madrid. Su carrera profesional combina la investigación científica con la creación literaria.

## Carrera científica
Angulo de Lafuente es conocido por su trabajo en el campo de los biocombustibles. Como director de investigación del proyecto Ecofa, lideró el desarrollo del primer biocombustible de segunda generación obtenido a partir de bacterias alimentadas con residuos orgánicos.

## Obra literaria
Su producción literaria incluye novelas que combinan temas medioambientales con elementos de ciencia ficción. Entre sus obras destacan:
- "La Reliquia" (2006)[5]
- "Ecofa" (2008)[6]
- "Kira and the ice storm" (2009)[7]
- "Eco-fuel-FA" (2010)[8]
- "Los Mejores" (2009-2010)[9]
- "La leyenda de los Tarazashi" (2009-2010)[10]
- "El Olfateador" (2010)[11]
- "Diario de un boina verde" (2010-2011)[12]
- "Destino la Habana" (2010-2011)[13]

## Reconocimientos
En 2024, Angulo de Lafuente fue inicialmente anunciado como ganador del concurso Nvidia y LlamaIndex Developers por su proyecto "Enhanced Unified Holographic Neural Network (EUHNN)". Sin embargo, posteriormente surgió una controversia sobre su participación en el concurso.